# 卡斯特罗市
卡斯特罗市（Castro），智利南部城市，位于奇洛埃群岛之上，为湖大区奇洛埃省省会。总面积427.5 km2 (165.1 sq mi)，总人口39,366(2002)，人口密度92/km2 。该市是智利三个最古老的城市之一。